# Georg Hurdalek
Georg Hurdalek (* 6. Februar 1908 in Görlitz; † 15. Juli 1980 in München) war ein deutscher Drehbuchautor und Filmregisseur.

## Leben
Hurdalek entschied sich nach der Schulzeit für den Schauspielerberuf, besuchte eine Schauspielschule und debütierte 18-jährig am Theater in Görlitz. Bald interessierte ihn jedoch mehr die gestalterische Arbeit. Er baute sein eigenes Puppentheater, mit dem er in Schlesien und Berlin auftrat. 1932 wurde er Lektor und Regieassistent im Theater am Schiffbauerdamm.
Als Regieassistent wechselte er zum Film und verfasste seit 1934 Drehbücher, meist für Filmkomödien. Nach dem Krieg versuchte er sich auch mehrmals selbst als Filmregisseur, blieb jedoch vorwiegend Autor. Hurdalek adaptierte Literaturvorlagen wie Des Teufels General und Der eiserne Gustav, bearbeitete die Memoiren der Gräfin Trapp in Die Trapp-Familie und lieferte das Drehbuch zur zeitkritischen Filmsatire Rosen für den Staatsanwalt, wofür er das Filmband in Silber erhielt.
In den Sechzigerjahren schrieb er unter anderem Drehbücher für die Edgar-Wallace-Filme und für die Jerry-Cotton-Filmreihe. Die letzten Drehbücher des bereits weit über Sechzigjährigen haben Teenagerprobleme zum Thema.
Hurdalek war in erster kurzer Ehe mit der Schauspielerin Eva-Ingeborg Scholz, mit der er auch einen 1951 geborenen Sohn hat, verheiratet. Seine letzte Ehe mit einer Chansonsängerin und Schriftstellerin (Künstlername als Sängerin Barbara Eff, als Autorin Annoula) dauerte 11 Jahre bis zu seinem Tod 1980.

## Darstellung Hurdaleks in der bildenden Kunst
- Johannes Wüsten: Der Puppenspieler Hurdalek (1930, Kupferstich, 23,9 × 18 cm)[4]

## Filmografie
- 1934: Heinz im Mond (Regieassistenz)
- 1934: Der Herr Senator. Die fliegende Ahnfrau
- 1935: Der Gefangene des Königs
- 1935: Der mutige Seefahrer
- 1936: Der Kaiser von Kalifornien (Regieassistenz)
- 1937: Das große Abenteuer
- 1938: Fünf Millionen suchen einen Erben
- 1938: 13 Mann und eine Kanone
- 1938: Frauen für Golden Hill
- 1940: Golowin geht durch die Stadt (nur Regieassistenz)
- 1940: Der Feuerteufel (nur Regieassistenz)
- 1942: Fronttheater
- 1942: Stimme des Herzens
- 1943: Tonelli (nur Regieassistenz)
- 1944: Orient-Express (nur Schauspieler)
- 1948: Die Zeit mit Dir (auch Regie)
- 1952: Der große Zapfenstreich (auch Regie)
- 1953: Königliche Hoheit
- 1954: Dein Mund verspricht mir Liebe
- 1954: Mädchen mit Zukunft
- 1954: Der letzte Sommer
- 1954: Ludwig II.
- 1955: Des Teufels General
- 1955: Der dunkle Stern
- 1955: Der letzte Mann
- 1956: Ohne Dich wird es Nacht
- 1956: Die Trapp-Familie
- 1957: Königin Luise
- 1957: Auf Wiedersehen, Franziska!
- 1957: Immer wenn der Tag beginnt
- 1958: Der Schinderhannes
- 1958: Der eiserne Gustav (auch Regie)
- 1959: Rosen für den Staatsanwalt
- 1959: Abschied von den Wolken
- 1960: Liebling der Götter
- 1960: Eine Frau fürs ganze Leben
- 1961: Stadt ohne Mitleid (Town Without Pity)
- 1961: Das letzte Kapitel
- 1961: Unser Haus in Kamerun
- 1963: Meine Tochter und ich
- 1963: Das indische Tuch
- 1965: Schüsse aus dem Geigenkasten
- 1965: Die fromme Helene
- 1966: Die Rechnung – eiskalt serviert
- 1968: Hafenkrankenhaus (TV-Serie)
- 1968: Alte Kameraden (TV)
- 1970: Heintje – Einmal wird die Sonne wieder scheinen
- 1970: Zwanzig Mädchen und die Pauker
- 1970: Mein Vater, der Affe und ich
- 1971: Fluchtweg St. Pauli – Großalarm für die Davidswache
- 1975: Verbrechen nach Schulschluß